# Абсолютна монархия
Абсолютната монархия е монархическа форма на държавно управление, при която цялата власт в страната (законодателна, изпълнителна, съдебна, а понякога и духовната власт), де факто и де юре, е съсредоточена в ръцете на монарха. При абсолютната монархия монархът осъществява изпълнителната власт съвместно с правителство, а законодателната – с помощта на различни законосъвещателни органи (изборни или назначавани). При тази форма на управление липсват каквито и да е способи за ограничения на властта на монарха.
Според официалната доктрина на абсолютизма властта на монарха има божествен произход и в някои държави той възглавява не само светското, но и религиозното управление на страната. Такива държави се наричат теократични монархии – например Ватикан и Саудитска Арабия.

## История
Почти през цялата човешка история практически всички държави са били монархии, едва през Средновековието монархът често е трябвало да се съвещава със съсловно-представителни органи (Болярската дума в Русия, Кортесите в Испания, Генералните щати във Франция.
С началото на Ренесанса ролята на съсловно-представителните органи постепенно намалява, и към края на 18 век в много от европейските държави се установява абсолютна, неограничена монархия.
През целия 19 век, след Френската революция започва процес на постепенна демократизации и ограничаване на властта на монарха. Този процес не се разпространявал равномерно, например в Руската империя абсолютизма просъществува до началото на 20 век.
В наши дни в света има само няколко абсолютни монархии. В някои от тези страни се правят първи стъпки на преход към конституционната монархия.

## Списък на абсолютни монархии
- Бруней
- Катар
- Оман
- Саудитска Арабия
- Ватикан (също и теокрация)
- ОАЕ